# Christian Wück
Christian Wück (Werneck, 1973. június 9. –) német korosztályos válogatott labdarúgó, aki jelenleg a német korosztályos válogatottaknál edző.

## Sikerei, díjai

### Játékosként
- Karlsruher SC
  - Német kupa döntős: 1995–96

### Edzőként
- Németország U17
  - U17-es labdarúgó-Európa-bajnokság ezüstérmes: 2015